# Gericht Langendiebach
Das Gericht Langendiebach (auch Gericht Diebach, später: Amt Ronneburg) war eine Verwaltungseinheit des späten Mittelalters und der frühen Neuzeit unter wechselnden Territorialherren.

## Geografische Lage
Das Gericht Langendiebach lag nordöstlich von Hanau am Nordrand des Kinzigtals, im Südosten der Wetterau.

## Geschichte

### Territorialherren

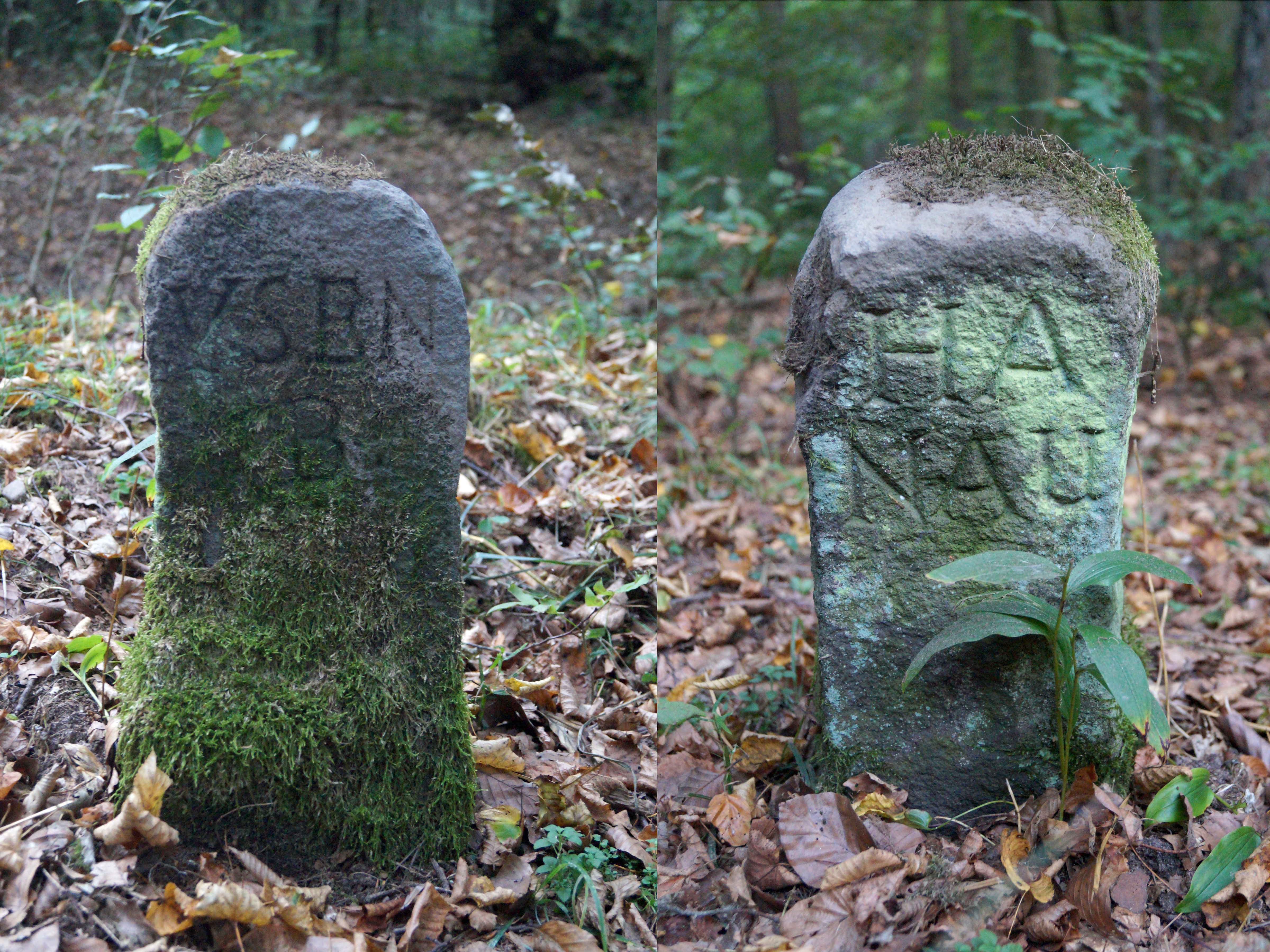
Grenzstein in der Bulau zwischen Hanau und Erlensee: Links Nordseite (YSEN/B, zum ysenburgischen Gericht Langendiebach), rechts Südseite (HA/NAU). Grenzsteine dieser Art stehen regelhaft ca. alle 20 m entlang eines hier gut erhaltenen Grenzwalles mit begleitendem Graben.

Ursprünglich gehörte das Gericht Langendiebach zum Territorium von Kurmainz. Die frühe Geschichte des Gerichtes ist eng mit der Burg Ronneburg verknüpft, die wahrscheinlich von den Mainzer Erzbischöfen zu dessen Schutz errichtet wurde. Burg und Gericht kamen allerdings mit dem Aussterben der Herren von Büdingen zunächst an die Herren von Hohenlohe-Brauneck, welche diesen Besitz ab 1313 wiederum an das Erzbistum verkauften. Mainz verpfändete beides 1426 an die Grafen von Hanau. Diese Pfandschaft wurde 1476 nach der Mainzer Stiftsfehde von den Grafen von Isenburg eingelöst und gehörte (später als Amt Ronneburg) zu deren Grafschaft.
1698 wurde der Verwaltungssitz von der Ronneburg nach Langenselbold verlegt, dessen Gericht Selbold zuvor 1645 mit dem isenburgischen Amt Ronneburg zusammengefasst worden war. Ausgenommen davon blieb die untergeordnete Gerichtsbarkeit, doch lag die Finanzverwaltung nun in der Hand eines gemeinsamen Amtskellers.
Als das Isenburger Territorium – inzwischen im Rheinbund zum Fürstentum Isenburg avanciert – dann doch noch mediatisiert wurde, teilten sich dessen nördlich des Mains gelegenes Gebiet 1816 das Kurfürstentum Hessen und das Großherzogtum Hessen. Das Gericht Langendiebach gelangte dabei überwiegend an Kurhessen.

### Späterer Verbleib
Im Kurfürstentum Hessen war es nach der Verwaltungsreform von 1821 dem Landkreis Hanau zugeordnet. Das Kurfürstentum Hessen stand im Deutschen Krieg auf der Verliererseite und wurde vom Königreich Preußen annektiert. Nach dem Zweiten Weltkrieg wurde das Gebiet des ehemaligen Gerichts Langendiebach Bestandteil des neu gebildeten Bundeslandes Hessen. Im Zuge der Gebietsreform in Hessen wurde das Gebiet am 1. Juli 1974 Teil des Main-Kinzig-Kreises.

## Bestandteile
- Langendiebach
- Ravolzhausen
- Rückingen – als isenburgisches Afterlehen war die Grundherrschaft und das Kirchenpatronat im Besitz der Herren von Rüdigheim und von Rückingen, später der Familie von Fargel und von Kameytzki, die Zugehörigkeit Rückingens zum Gericht Langendiebach war damit weniger ausgeprägt.[7]